# ألعاب العرب
اختلفت أشكال الترفيه عند العرب، فكان العرب يبدعون دائمًا في كافة أشكال التسرية. ومن أشكال التسرية تلك:

## الأرجوحة

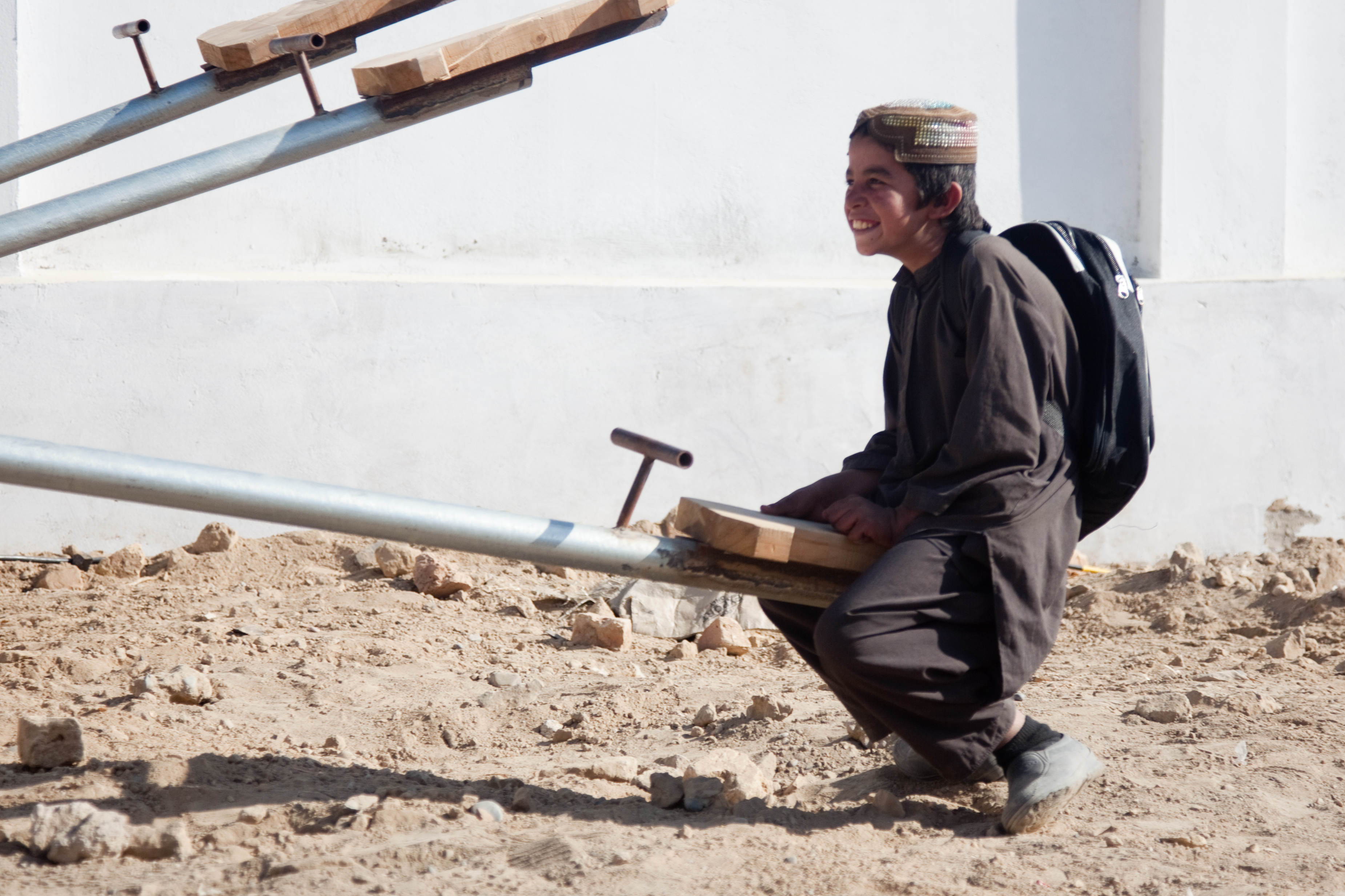
طفل أفعاني يمارس لعبة الأرجوحة

الأرجوحة هي خشبة يوضع وسطها على تل ثم يجلس غلام على أحد طرفيها، ويجلس غلام آخر على الطرف الآخر، فتترجح الخشبة بهما، ويتحركان، فيميل أحدهما بالآخر، وهي أيضًا المرجوحة. أما الحبل الذي يعلق ويركبه الصبيان، فاسمه الرجاحة. وصرح اللسان في مادة الدوداة هي الزحلوقة، فقال: الأل (بالضم) الأول «ألل» في بعض اللغات، وليس من لفظ الأول، قال امرؤ القيس:
| ألعاب العرب | لمن زحلوقة زل .. بها العينان تنهل ينادي الآخر الأل .. ألا حلوا ألا حلوا | ألعاب العرب |

إلى أن قال: قال المفضل في قول امرئ القيس: ألا حلوا: قال هذا معنى لعبة للصبيان فيجتمعون فيأخذون خشبة فيضعونها على قوز من رمل، ثم يجلس على أحد طرفيها جماعة وعلى الآخر جماعة، فأي الجماعتين كانت أرزن، ارتفعت الأخرى، أي خففوا عن عددكم حتى نساويكم في «ألا حلوا»: فينادون أصحاب الطرف الآخر التعديل. قال: وهذه التي تسميها العرب الدوادة، والزحلوقة قال: تسمى أرجوحة الحضر المطوحة.
وذكر اللسان عن الزحلوقة «بالفاء» وهي لغة أهل العالية، وتميم تقولها بالقاف، وفسرها بأنها آثار تزلج الصبيان من فوق إلى أسفل، وبالمكان الزلق من حبل الرمال يلعب عليه الصبيان.
ويقال زحلوقة (بالقاف) لغة أهل الحجاز، وزحلوفة (بالفاء) لغة أهل نجد.

## الأسَْنُ
هي لعبة يسمونها الضبطة والمسة. كما يقال لها المَاسَّةُ والمسة.
الأسن لعبة لهم يسمونها المسة، والضبطة غيره، والطريدة لعبة تسميها العامة: المسة والضبطة، فإذا وقعت يد اللاعب من الرجل على بدنه أو رأسه أو كتفه فهي المسة، وإذا وقعت على رجله فهي الأسن.

## البُقَّيْرَى
البقَّيْرَى مثال السُّميهَى، أوالفِئال  لعبة الصبيان، وهي كومة من تراب وحولها خطوط، وبقر الصبيان: لعبوا البُقَّيرى — يأتون إلى موضع قد خبئ لهم فيه شيء
فيضربون بأيديهم بلا حفر يطلبونه. وفي الحيوان للجاحظ: البقيرى، أن يجمع يديه على التراب في الأرض إلى أسفله ثم يقول لصاحبه: اشْتَهِ في نفسك فيصيب ويخطئ. وفي الاقتضاب للبطليوسي: «وقالوا: بيقر الرجل فهو مبيقر إذا لعب البقيرى، وهي لعبة للصبيان يجمعون ترابًا ويلعبون به».

## البَوْصَاءُ
البوصاء هي لعبة للعرب، يأخذون عودًا في رأسه نار فيه يرونه على رأسه.

## البَنَات
عن عائشة قالت: "كُنْتُ أَلْعَبُ بِالْبَنَاتِ عِنْدَ النَّبِيِّ ﷺ، وَكَانَ لِي صَوَاحِبُ يَلْعَبْنَ مَعِي". والبنات هي "التماثيل الصغار يلعب بها».

## التَّدْبِيجُ

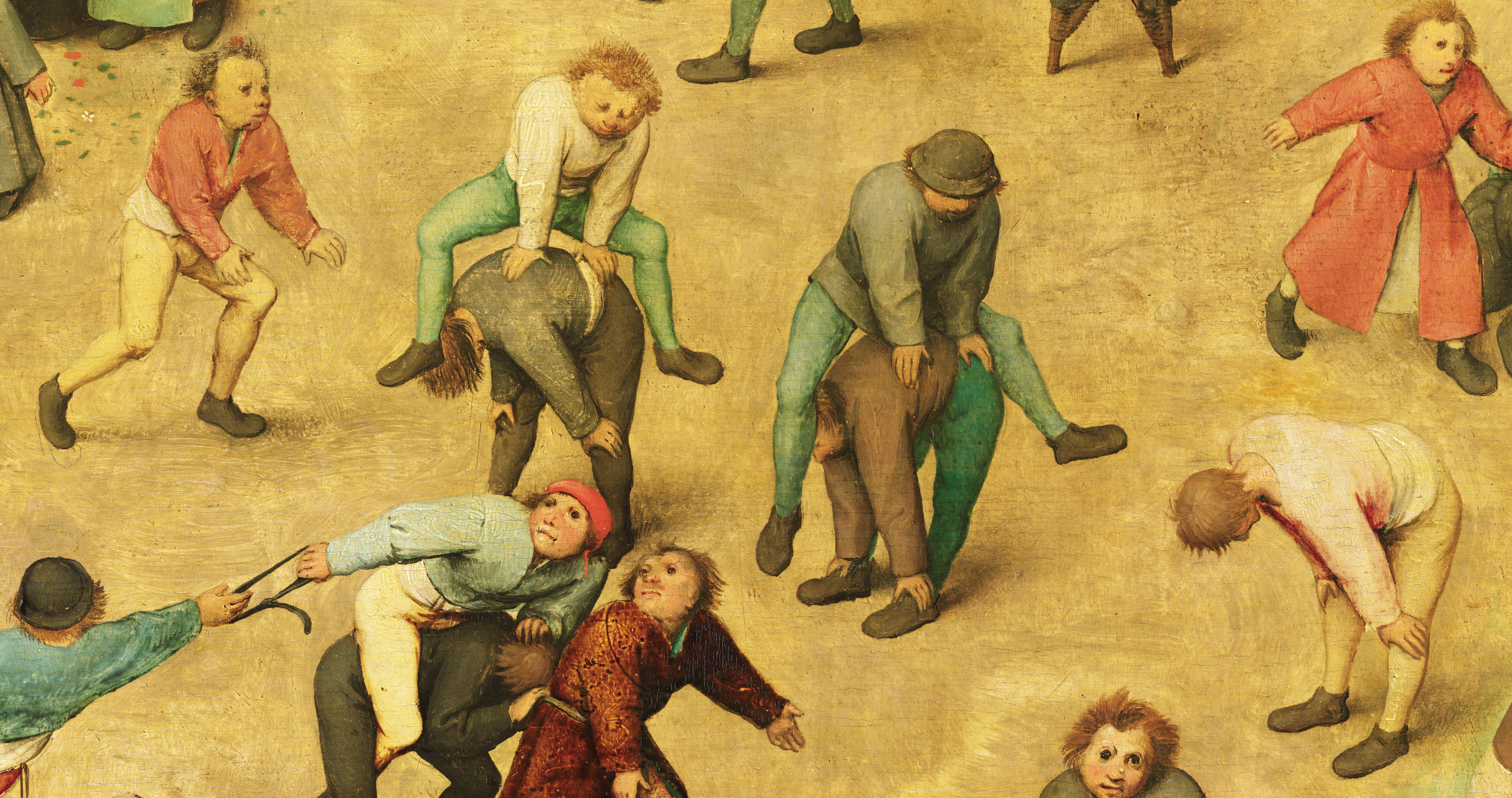
لعبة التدبيج

تدبيج الصبيان إذا لعبوا، وهو أن يُطَأْمِنَ أَحدُهم ظَهْرَهُ ليجيء آخر يعدو من بعيد حتى يركبه.

## الثِّقَافُ
يقال: إن المثاقفة اللعب بالسلاح، وهي محاولة إصابة الغرة في المسايفة.

## جَبَّى جُعَل
قال ابن برزح، قالت الأعراب: لنا لعبة يلعب بها «في مادة جعل من اللسان» جَبَّى جُعَل الصبيان نسميها جبى جعل، يضع الصبي رأسه على الأرض ثم ينقلب على الظهر، قال: ولا يجرون، وجبَّى جُعَل إذا أرادوا به اسم رجل قالوا هذا جُعَل بغير جبَّى، أَجْرَوْه.

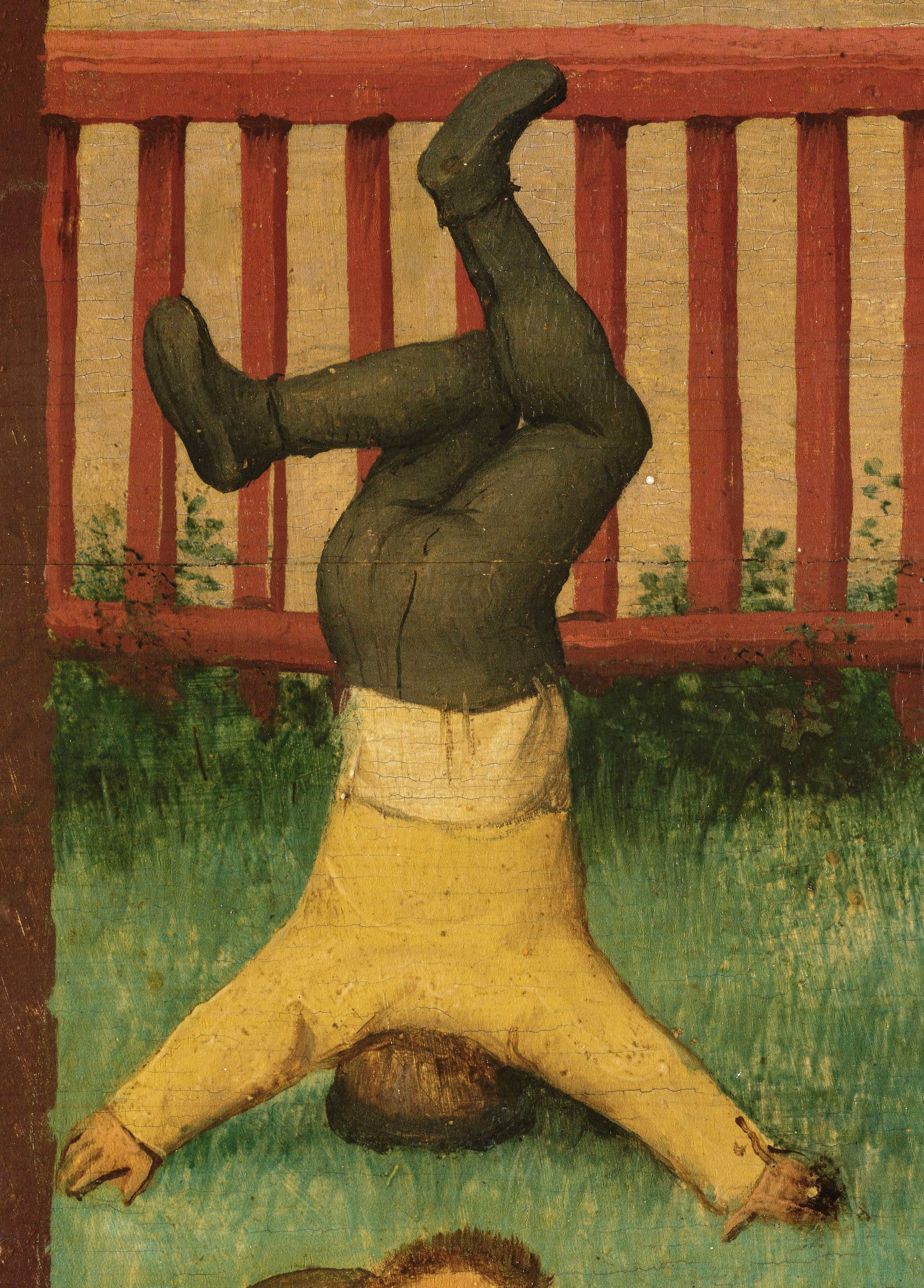
لعبة جَبَّى جُعَل حيث يفترض أن يتقلب الطفل على ظهره

## الجِعِرَّى
لصبيان الأعراب لُعبة يقال لها: الجِعِرَّى، وذلك بأن يُحمل الصبي بين اثنين على أيديهما (وهي المعروفة عند العامة بمقعد السلطان).

## الجُمَّاح
الجُمَّاح تمرةٌ تُجعل على رأس خشبة يلعب بها الصبيان، وقيل: الجُمَّاح سهم صغير بلا نَصل مدوَّر الرأس يتعلم به الصبيان الرمي، وقيل: بل يلعب به الصبيان يجعلون على رأسه تمرة أو طين لئلَّا يعقر، يُرمى به الطائر فيلقيه ولا يقتله حتى يأخذه راميه. وقال أبو حنيفة: الجُمَّاح سهم الصبي يُجعل في طرفه تمرًا معلوكًا بقدر عفاص القارورة ليكون أهدى له، أملس وليس له ريش، وربما لم يكن له أيضًا فُوقٌ.

## الجُنَابَاء
والجُنَابَى لُعْبة للصبيان يتجانب الغلامان، فيعتصم كل واحد من الآخر.

## الحَجُّورَة
لُعبة يلعب بها الصبيان يخطون خطٍّا مستديرًا، ويقف فيه صبي وهنالك الصبيان معه.

## الحَزَّةُ
لم تذكر في اللسان ولا القاموس ولا شرحه. لكن الشافعي رحمه الله تعالى قال: يكره من وجه الخير اللعب بالنرد أكثر مما يكره اللعب بشيء من الملاهي، ولا نحب اللعب بالشطرنج، وهو أخف من النرد، ويكره اللعب بالحزة والقرق، وكل ما لعب الناس به؛ لأن اللعب ليس من صنعة أهل الدين ولا المروءة، ومن لعب بشيء من هذا على الاستحلال له لم ترد شهادته، والحزة تكون قطعة خشب فيها حفر يلعبون بها.
و الحزة بحاء مهملة وزاي مشددة، قطعة خشب يحفر فيها ثلاثة أسطر، ويجعل فيها حصًى صغار يلعب بها، وقد تسمى الأربعة عشر، وهي المسماة في المصر باعنقله، وفسرها سليم في تقريبه بأنها خشبة يحفر فيها ثماني وعشرون حفرة أربعة عشر من جانب وأربعة عشر من الجانب الآخر، ويلعب بها، ولعلهما نوعان فلا تخالف.

## الحَجُّورَةُ
الحجورة هي لعبة يلعب بها الصبيان يخطون خطٍّا مستديرًا ويقف فيه الصبي وهناك الصبيان معه. وفي القاموس المحيط، الحجورة مشددة والحاجورة لعبة تخط الصبيان خطٍّا مدورًا ويقف فيه صبي ويحيطون به ليأخذوه.

## الحوالس
الحوالس لعبة لصبيان العرب تخط خمسة أبيات في أرض سهلة، ويجمع في كل بيت خمس بعرات، وبينها خمسة أبيات ليس فيها شيء ثم يجر البعر إليها كل خط فيها حالس.

## حي بن مَوْت
لعبة لم يذكرها القاموس، ولا اللسان، ولا الثعالبي في ثمار القلوب.
وذكرها المحبي: «ابن موت، يقال: حي بن موت، وهو ضرب من لعب الصبيان يجعلون ثوبًا تحت الرمل، ويهال على أطرافه، ويرققونه فوقه بقدر ما يستر الثوب، وهو تحته ثم ينادونه يا حي ابن موت. وقيل: يلبس الصبي ثوبًا يحول بينه وبين الرمل ثم يدفن في الرمل».

قطعة قماس يمكن استخدامها في لعبة الخَطْرَةُ

## الخَطْرَةُ
لعب الخطرة أن يحرك المخراق تحريكًا شديدًا كما يخطر البعير بِذَنَبِه. ويقال لعب الخطرة بالمخراق.
وفي المخصص: المخراق منديل، أو نحوه يلوى فيضرب به، أو يلف فيفزع به، وهو لقب يلقب به الصبيان.
وفي القاموس: المخراق المنديل يلف ليضرب به، وفي اللسان: المخاريق واحدها مخراق، ما تلعب به الصبيان من الخرق المفتولة، قال عمرو بن كلثوم:
| ألعاب العرب | أرقت له ذات العشاء كأنه .. مخاريق يدعى وسطهن خريج | ألعاب العرب |

وفي حديث علي رضي الله عنه، قال: البرق مخاريق الملائكة، وأنشد بيت عمرو بن كلثوم، وقال: وهو جمع مخراق، وهو في الأصل عند العرب ثوب يلف، ويضرب به الصبيان بعضهم بعضًا. وفي الحيوان للجاحظ: الخطرة أن يعملوا مخراقًا ثم يرمي واحد منهم من خلفه إلى الفريق الآخر فإن عجزوا عن أخذه رموا به إليهم فإن أخذوه ركبوهم.

## الحِكَّة
في حديث ابن عمر: أنه مرَّ بغلمان يلعبون بالحِكَّة، فأمر بها فدُفِنَت، هي لُعْبَة لهم يأخذون عظمًا فيحكونه حتى يبيَض، ثم يرمونه بعيدًا فمن أخذه فهو الغالب.

## الخُذْرُوف
الخذروف كعصفور شيء يدوره الصبي بخيط في يديه فيسمع له دوي. الخذروف عويد مشقوق في وسطه يشد بخيط، ويمد فيسمع له حنين، وهو الذي يسمى الخدارة، وقيل: الخذروف شيء يدوره الصبي بخيط في يده فيسمع له دوي. قال امرؤ القيس يصف فرسا:
| ألعاب العرب | درير كخذروف الوليد أمره .. تتابع كفيه بخط موصل | ألعاب العرب |

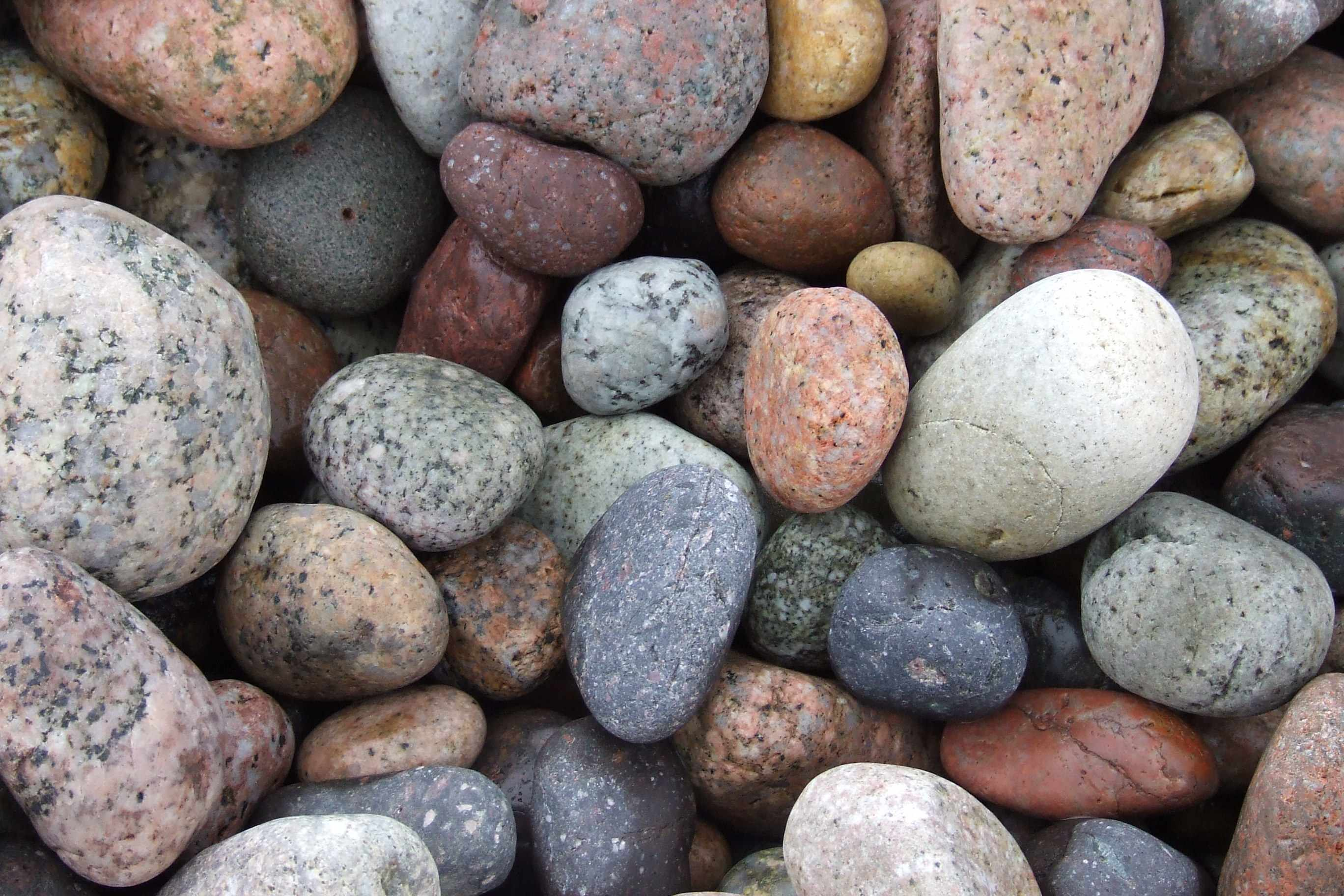
أحجار يمكن استخدامها في لعبة الخُذْرُوف

والجمع الخذاريف، وفي ترجمة رمع اليرمع — الخرارة التي تلعب بها الصبيان. والخذروف عود أو قصبة مشقوقة يقرض في وسطه ثم يشد بخيط، فإذا أمر دار وسمعت له حفيفًا، يلعب به الصبيان، ويوصف به الفرس لسرعته. تقول: هو يحذرف بقوائمه، وقول ذي الرمة: «وإن سح سحًّا .. خذرفت بالأكارع».
والخرارة عود نحو نصف النعل يوثق بخيط فيحرك الخيط، وتجر الخشبة فتصوت تلك الخرارة، ويقال لخذروف الصبي التي يديرها خرارة. واليرمع الخذروف يلعب به الصبيان. و «سرعة الخذروف: هو حجر يثقب وسطه فيجعل فيه خيط يلعب به الصبيان إذا شدوا الخيط دريرًا ويسمى الخرارة. قال يصف الفرس: وكأنهن أجادل وكانه .. خذروف يرمعه بكف غلام واليرمعة واحدة اليرمع، وهي حجارة لينة رقاق بيض تلمع، وقيل حجارة رخوة على ما في لسان العرب»
و«فت اليرمع، يقال: تركته يفت اليرمع، يقال: للحصى البيض، وهي حجارة فيها رخاوة يجعل الصبيان منها الخذاريف، يضرب للمغموم المنكسر.»
وأما اليرمع: فهي حجارة بيض رقاق تلمع، وربما جعل منها خذاريف الصبيان.

## الدَّعْلَجَةُ
لعبة للصبيان يختلفون فيها الجيئة والذهاب. وقد دَعْلَجَ الصبيان ودَعْلَجَ الجُرَذ كذلك يُقال إن الصبي لَيُدَعْلِج دعْلَجَة الجُرَذ، يجيء ويذهب.

## دِحِنْدحْ
لعبة للصبيان يجتمعون لها فيقولونها فمن أخطأ قام على رجل واحدة، وحجل سبع مرات. وحكى الفراء: تقول العرب: دحا محا يريدون دعها معها، وذكر الأزهري في الخماس: دحندج دويبة. وقال المحبي في ما يعول عليه: «هوان دحندح، يقال: أهون من دحندح، قال حمزة: إن العرب تقول ذلك فإذا سئلوا ما هو قالوا: لا شيء. قال: وقال بعض أهل اللغة: إن دحندح لعبة من لعب صبيان العرب تجتمع لها الصبيان، فيقولونها فمن أخطأ قام على رجل وحجل على إحدى رجليه سبع مرات.» 

## الدُّبَاخُ
هي لعبة للأعراب، إلا أن التدبيخ هو تقبيب الظهر، وطأطأة الرأس.

## الدُّوَّامَةُ

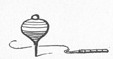
لعبة الدُّوَّامَةُ

والدوامة كرمانة التي يلعب بها الصبيان، وفي شرح القاموس فسرها بالفلكة، وقال: يرمونها بالخيط. وفي اللسان: دومت الشمس، دارت في السماء التهذيب، والشمس لها تدويم كأنها تدور، ومنه اشتقت دوامة الصبي التي تدور كدورانها. وقال شمر: دوامة الصبي بالفارسية دوايه، وهي التي يلعب بها الصبيان تلف بسير أو خيط ثم ترمى على الأرض فتدور.
فهي فَلْكَة يرميها الصبي بخيط فتُدَوِّم على الأرض، أي تدور. ودُوَّامة الغلام وهي التي تلعب بها الصبيان تُلَفُّ بسير أو خيط ثم تُرمى على الأرض فتدور (وهي المعروفة بالنحلة).

## الدارة
جاء في أبي شادوف: إنها لعبة، وهي أن يقعد الصبي القرفصاء، ويقعد صبي آخر يجعل ظهره في ظهره، وتدور الصبيان حولهما يضربونهما، فإذا أمسك واحد منهما صبيٍّا أجلسه مكانه. يتعلمون من ذلك خفة الأيدي، وسرعة الضرب، والمشي، ونحوه.

## الرَّجَّاحة
حبل يعلق ويركبه الصبيان كالرجاحة. ويقال: للحبل الذي يرتجح به الرجاحة، والنواعة، والنواطة، والطواحة.

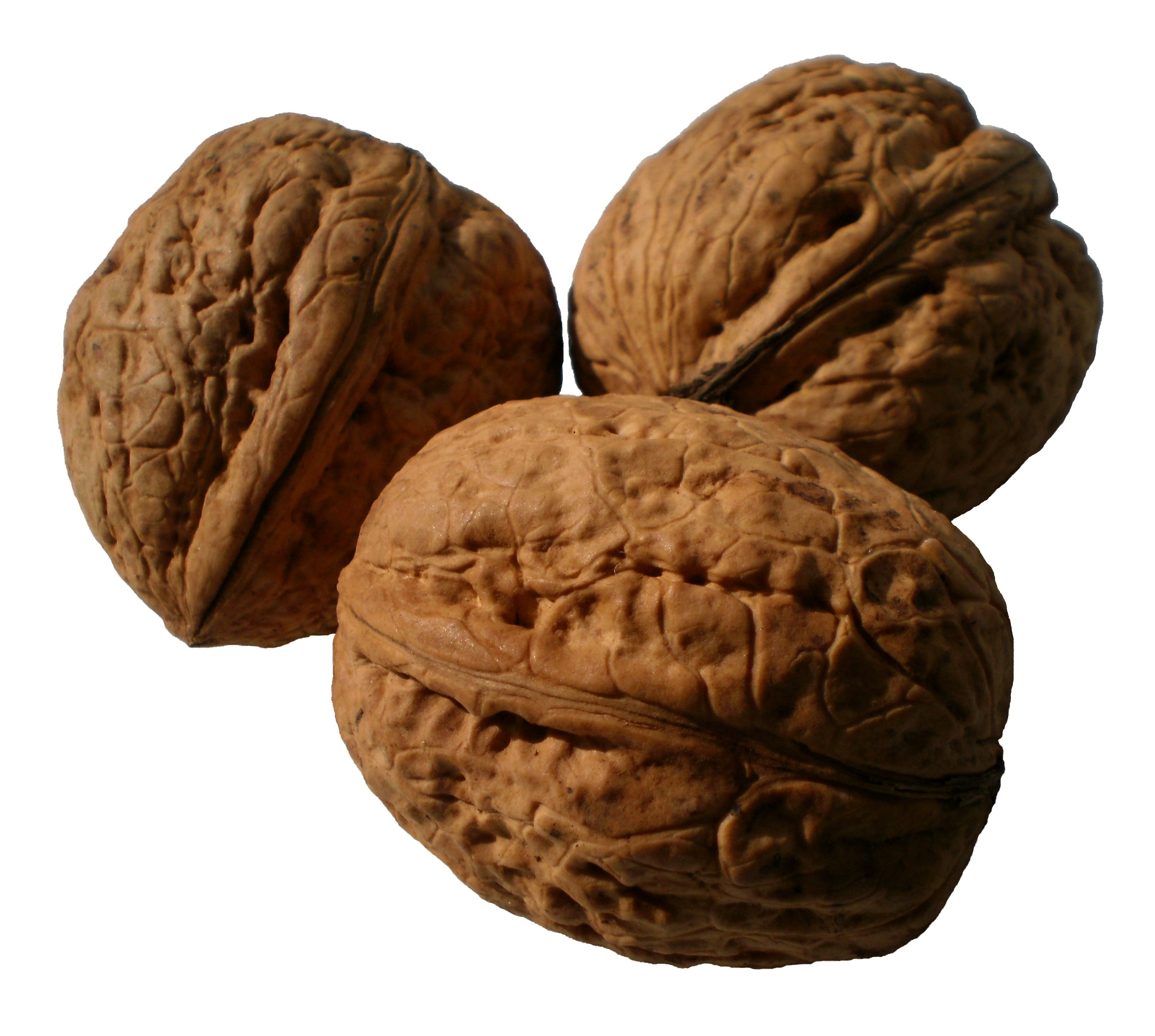
ثمرة الجوز التي يستخدمها الأطفال في لعبة الزَّدو

## الزَّدو
زدى الجوز، وبه لعب ورمي به في المزداة للحفيرة. وسدى الصبي بالجوز لعب. وهو لعب من الصبيان بالجوز، والمزادة موضع ذلك والغالب عليه الزاي يسدونه في حفرة، وزدا الصبي الجوز وبالجوز يزدو زدوًا. أي لعب ورمى به في الحفيرة، وتلك الحفيرة هي المزداة. وفي مادة «سدى» منه سدو الصبيان بالجوز، واستداؤهم لعبهم به. وسدا الصبي بالجوزة: رماها من علو إلى أسفل.
والحرز بالتحريك الخطر، وهو الجوز المحكوك يلعب به الصبي. والجمع أحراز وأخطار. و«الزدو لغة صبيانية في السدو.» 

## الزُّلُّخَةُ
«الزلخة كقبرة: الزحلوقة يتزلج منها الصبيان.» والزلخة مثل القبرة الزحلوقة يتزلج منها الصبيان.

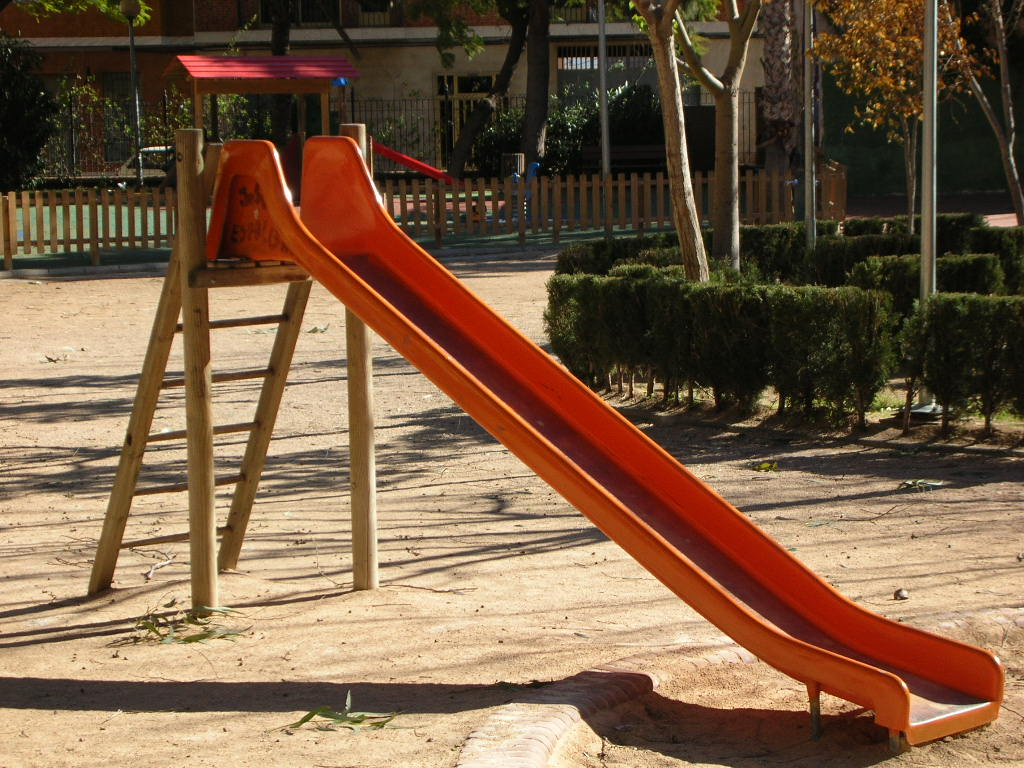
لعبة الزُّلُّخَةُ

## سفد اللقاح
سفد اللقاح: في اللسان، لعبة يقال لها سفد اللقاح، وذلك انتظام الصبيان بعضهم في إثر بعض كل واحد آخذ بحجزة صاحبه من خلفه.

## الشَّطَرَنجُ

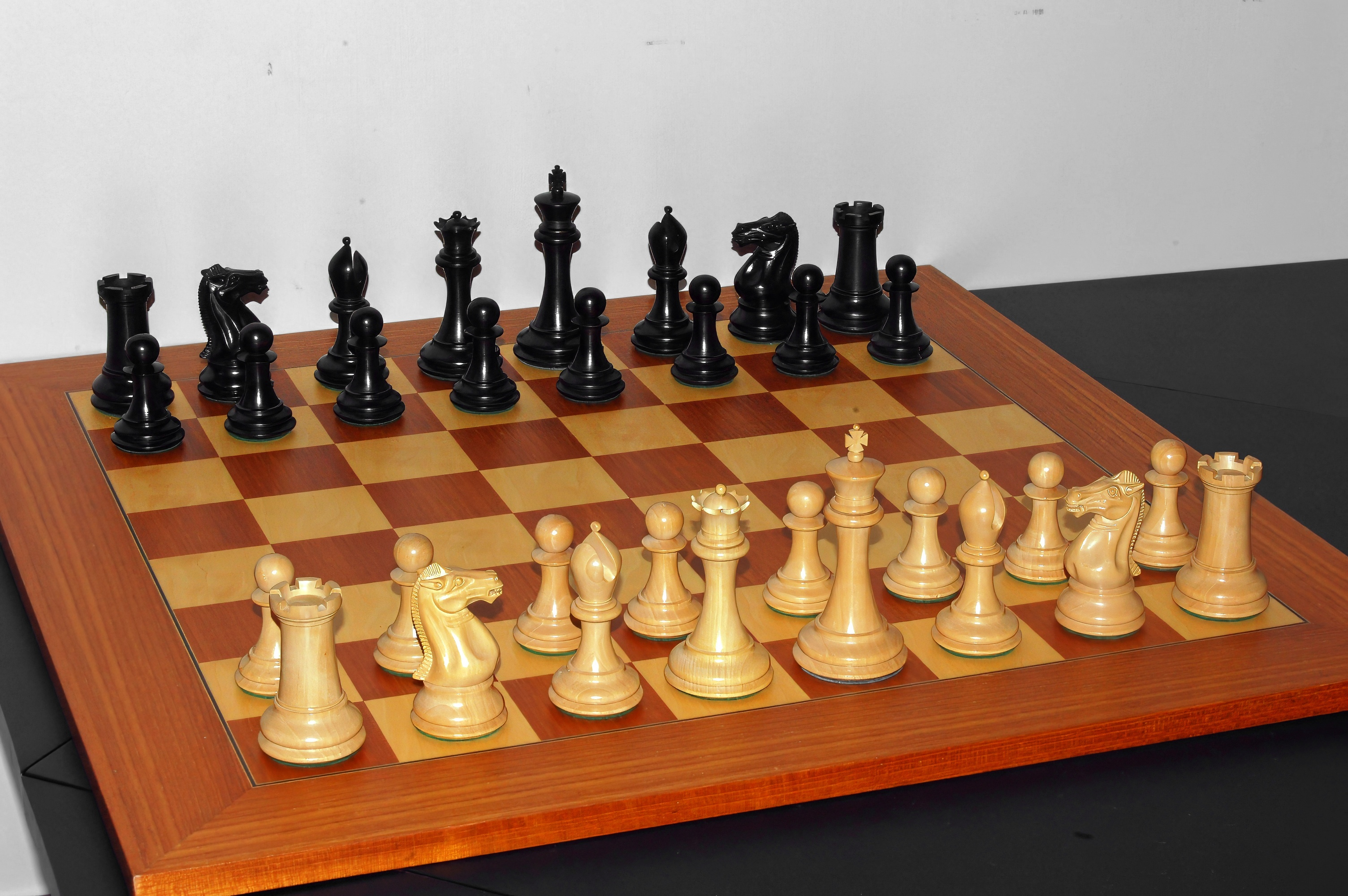
لعبة الشَّطَرَنجُ

جاء في المخصص: قال ابن جني: الشطرنج من اللعب، فارسي معرب. والرخ من إداة الشطرنج، والجمع رخاخ، ورخخة، والفرزان من قطعه، والكوبة الشطريخة. والشطرنج فارسي معرب، منه الكوبة الشطرنجية، والكوبة الطبل والنرد. والشطرنج «فارسي معرب من صدرنك أي الحيلة، أو من شدرنج أي من اشتغل به ذهب عناؤه باطلًا، أو من شط رنج أي ساحل العتب الأخير من القاموس.»

## الضَّب
وجاء في الحيوان للجاحظ: «لعبة الضب أن يصوروا الضب في الأرض، ثم يحول واحد من الفريقين وجهه، ثم يضع بعضهم يده على شيء من الضب، فيقول الذي يحول وجهه: أنف الضب، أو عين الضب، أو ذَنَب الضب، أو كذا وكذا من الضب على الولاء حتى يفرغ، فإن أخطأ ما وضع عليه يده ركبه، وركب أصحابه، وإن أصاب صار هو السائل.»

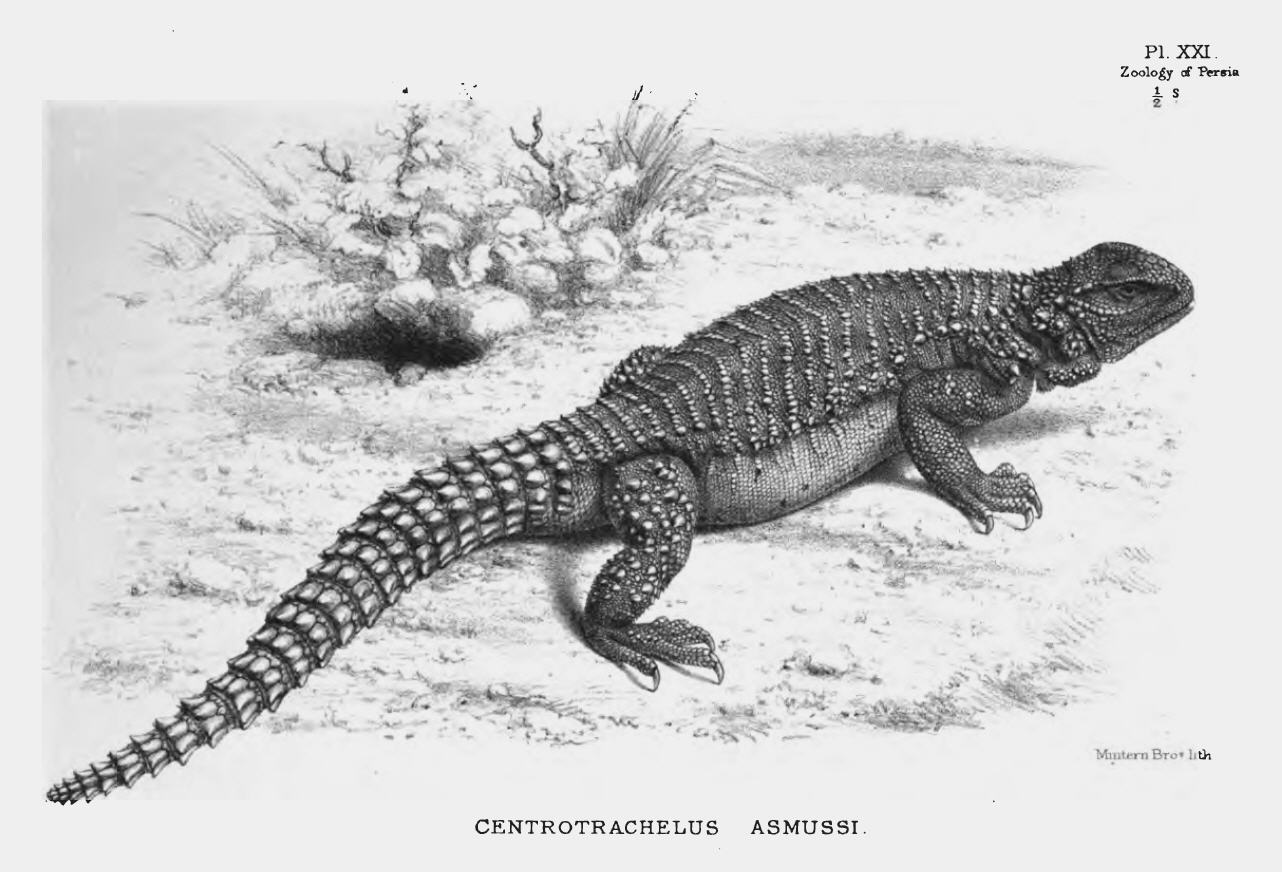
حيوان الضب

## عَظْمُ وَضَّاح
لعبة تأخذ الصبية عظمًا أبيض فيرمونه في الليل، ويتفرقون في طلبه.
وفي حديث المبعث: أن النبي ﷺ كان يلعب، وهو صغير مع الغلمان بعظم وضاح، وهي لعبة لصبيان الأعراب، يعمدون إلى عظم أبيض فيرمونه في ظلمة الليل، ثم يتفرقون في طلبه، فمن وجده منهم فله القمر، قال: «ورأيت الصبيان يصغرونه فيقولون: عظيم وضاح.» وفي ألف باء للبلوي: ولصبيان العرب لعب أخَُر ذكرها ابن قتيبة في تفسير حديث رسول الله ﷺ: أنه بينما يلعب، وهو صغير مع الغلمان بعظم وضاح، مر عليه يهودي فدحاه، فقال: «لتقتلن صناديد هذه القرية.» قال: وعظم وضاح لعبة للصبيان بالليل، وهو أن يأخذوا عظمًا أبيض شديد البياض فيلقونه، ثم يتفرقون في طلبه فمن وجده منهم ركب أصحابه. وفي الحيوان للجاحظ: عظيم وضاح أن تأخذ بالليل عظمًا أبيض، ثم يرمي به واحد من الفريقين فإن وجده واحد من الفريقين ركب أصحابه الفريق الآخر من الموضع الذي يجدونه فيه إلى الموضع الذي رموا به (لعله رموا منه).

## القُلةُ
القُلةُ: جاء في القاموس: القلة والقِلا والِمقلى مكسورتين، عودان يلعب بهما الصبيان، وتجمع على قلات وقُلُون وقِلُون، وقلاها أي رمى بها. وفي اللسان: والقلة والمقلى والمقلاء (على وزن مفعال) عودان يلعب بهما الصبيان، فالمقلى العود الكبير الذي يضرب به، والقلة الخشبة الصغيرة التي تنصب، وهي قدر ذراع، قال الأزهري: والقالي الذي يلعب فيضرب القلة بالمقلى. وفي المخصص: والمقلاء والقلة عودان يلعب بهما الصبيان، فالعود الذي يضرب به هو المقلاء، والقلة خفيفة: الخشبة الصغيرة التي تنصب، ويقال لها أيضًا: القلاء والقال.

## الكُجَّةُ
وهي لعبة يأخذ الصبي خرقة فيدورها كأنها كرة، وكج: لعب بها، والكجكجة لعبة تسمى است الكلبة. فهي خرقة يُدَوِّرها الصبيان، ثم يأخذون حجرا فيدوِّرونه كأنه كرة، ثم يتقامرون بهما، وتُسمى هذه اللعبَة: البُكْسَة.

## اللبخة

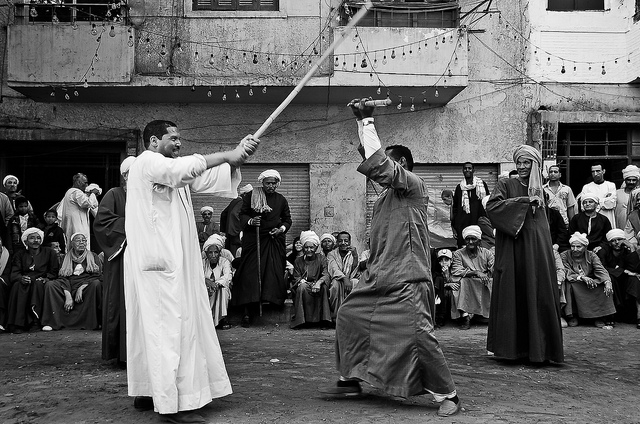
لعبة اللبخة كما في الثقافة المصرية المسماة بالتحطيب

قال الشيخ الشعراني في طبقاته الكبرى المعروفة بلواقح الأنوار في ترجمة عثمان الحطاب (المتوفى سنة نيف وثماني مائة) ما نصه: «وكان شجاعًا يلعب اللبخة فيخرج له عشرة من «الشطار»، ويهجمون عليه بالضرب، فيمسك عصاه من وسطها، ويرد ضرب الجميع فلا تصيبه واحدة، هكذا أخبر عن نفسه في صباه.»
هذه اللعبة تسمى عند عامة مصر بالتحطيب، ولعله لقب بالحطاب منها، أو لأنه كان يدأب في خدمته فقراء زاويته إما في غربلة القمح، وإما في تنقيته، وإما في طحنه، وإما في جميع آلات الطعام، وإما في خياطة ثياب الفقراء، وإما في تفليتها، وإما في الوقود تحت الدست، وإما في جمع الحطب من البسات.

## الِمدْحَاة
في حديث أبي رافع: كنت ألُاعب الحسن والحسين — رضوان الله عليهما — بالمَدَاحي، وهي أحجار أمثال القِرَصَة. كانوا يحفرون حفرة ويدحون فيها بتلك الأحجار، فإن وقع الحجر فيها غَلَب صاحبها وإن لم يقع غُلب. والدِّحْو هو رمي اللاعب بالحجر والجوز وغيره؛ والِمدْحَاة خشبة يدحى بها الصبي فتمر على وجه الأرض فلا تأتي على شيء إلا اجْتَحَفَتْه. وقد وصف الأسدي الِمدحَاة بقوله: هي المَدَاحي والمسادِي، وهي أحجار أمثال القِرَصَة، وقد حفروا حفرة بقدر ذلك الحجر فيتنحون قليلًا ثم يدحون بتلك الأحجار إلى تلك الحفرة، فإن وقع فيها الحجر فقد قَمَر، وإلا فقد قُمرَ، قال: وهو يدحو ويسدو إذا دحاها على الأرض إلى الحفرة، والحفرة هي أدْحِيَة.